# Anastrepha acris
Anastrepha acris är en tvåvingeart som beskrevs av Stone 1942. Anastrepha acris ingår i släktet Anastrepha och familjen borrflugor. Inga underarter finns listade i Catalogue of Life.